# Mount Uritorco
Mount Uritorco (spanisch Cerro Uritorco) ist ein Berg auf Deception Island im Archipel der Südlichen Shetlandinseln. Er überragt den südlichen Teil des Telefon Ridge.
Der Name des Bergs erscheint erstmals auf einer argentinischen Landkarte aus dem Jahr 1956. Das Advisory Committee on Antarctic Names übertrug die spanische Benennung 1965 in einer angepassten Teilübersetzung ins Englische. Der weitere Benennungshintergrund ist nicht überliefert.